# 李清臣
李 清臣（り せいしん、明道元年（1032年）- 崇寧元年1月23日（1102年2月12日））は、北宋後期の政治家。字は邦直。大名府魏県の人。

## 経歴
皇祐5年（1053年）に進士となり、韓琦と欧陽脩に認められ、韓琦の姪を妻に迎えた。神宗の時代に『両朝国史』の編纂に参加し、河渠・律暦・選挙志を撰して評判を得て、元豊6年（1083年）の尚書右丞に任ぜられた。哲宗即位後に王安石の新法廃止に反対して左遷され、吏部尚書に任ぜられた後も旧法党の攻撃を受けて再び左遷された。哲宗に親政を行った際に中書侍郎に任ぜられ、新法の復活を進言する「紹述の論」を起こした。これによって、章惇・曾布ら新法党が復帰するが、文彦博・呂公著ら旧法党への報復に反対するなど彼らと反りが合わず、河南府に出されて洛獄に巻き込まれ、後に真定府に移された。徽宗の時代に門下侍郎に任ぜられるが、曾布と再び対立して大名府に出されて、そこで没した。
寛大を旨として実績も多かったが、反面財を好み、宰相への野心をたびたび表すことがあって曾布ら政敵に警戒され、最後には左遷の憂き目をみた。